# ハイウェイ・パトロール
ハイウェイ・パトロール（英語: Highway patrol）は、高速道路の交通安全遵守を監督実施する警察組織・部隊の呼称である。特にアメリカ合衆国においては州警察機関がそのように名乗っている場合も多く、大きな存在感がある。また米国に限らず同様の職務を遂行する各国の交通警察についても本項で記述する。

## 職務
ハイウェイ・パトロールや交通警察の職務には、以下のものが含まれる。
事故調査道路事故の原因を判断する証拠を収集する。
商業輸送の執行重量制限や危険物規定などを含む、商業輸送に関連した法律（日本でいう貨物自動車運送事業法や道路運送法）を高速道路で執行する。
教育公共情報、印刷資料、各種標識を提供して道路の安全運転と使用を促す。
緊急対応ロードコーンや照明装置を使って交通事故の現場を確保し、負傷者に応急処置を施す。
法規執行田舎の現地警察を支援したり、交通違反がないか警らする。
維持管理災害や悪天候が通過した後、迅速に道路調査を実施して道路の損傷被害を観察および報告する。
交通執行速度制限など、交通安全の向上を目的とした各種法令（日本でいう道路交通法）を執行する。

## アメリカ合衆国

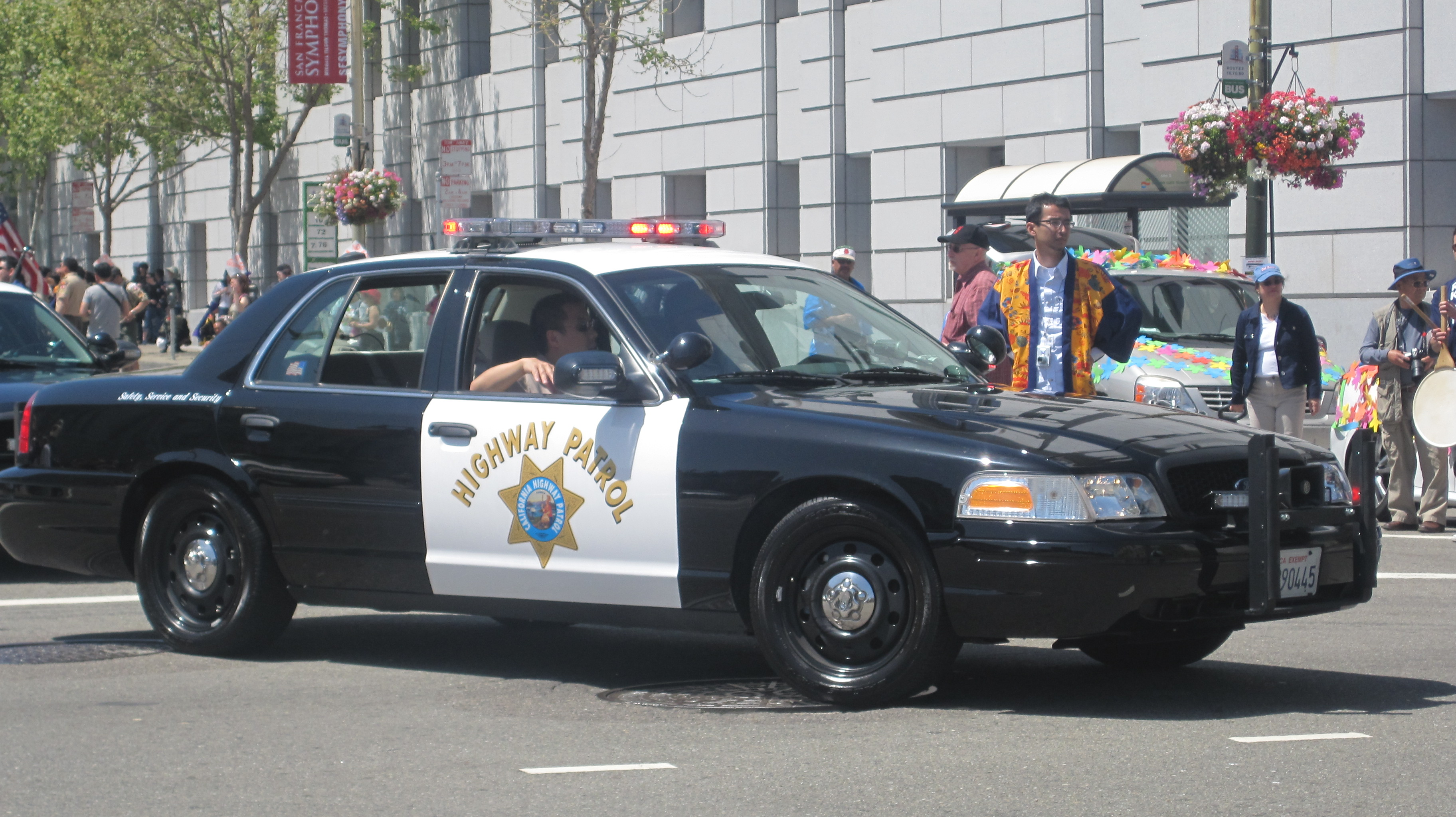
カリフォルニア・ハイウェイ・パトロール

アメリカ合衆国 では、多くの州警察機関が「ハイウェイ・パトロール」の名称を採用している（後述するが例外も散見される）。州警察機関がハイウェイ・パトロールの役割を果たす場合もあれば、その逆もある。例えば、アリゾナ・ハイウェイ・パトロールは事実上の州警察機関であり、法執行機関の活動や犯罪捜査を行う州規模の権限を有する警察機関を意味する。高速道路のパトロール業務に加えて、市警察や郡保安官の通常範囲外の職務を遂行しており、具体的には州の高速道路や州間高速道路での交通法執行、州議会議事堂やその他州庁舎のセキュリティ監督、知事の護衛、技術的・科学的支援の提供、深刻または複雑な案件における複数管轄区域での任務活動調整など多岐にわたる。カリフォルニア・ハイウェイ・パトロールは、州知事公用車の運転手の他、特定の州裁判所（控訴裁判所やサンフランシスコにあるカリフォルニア州最高裁判所など）での廷吏や代理執行官としての役割も果たす。同州の交通執行機関は、カリフォルニア州警察との合併を経て「カリフォルニア・ハイウェイ・パトロール（通称CHP）」の名称を保持し、互いの職務を一つの機関に組み入れた。
フロリダ・ハイウェイ・パトロールやノースカロライナ州ハイウェイ・パトロールなど一部の高速道路警ら隊は特に交通法規の執行を任されており、他の法律執行も可能ではあるが公式の「州警察」機関ではなく、とはいえカリフォルニア・ハイウェイ・パトロールやニュージャージー州警察と同様に州全体に及ぶ権限を保持している。テキサスなどの州では、州警察がテキサス公安局(Texas Department of Public Safety)などと適切に命名されており、その片腕としてハイウェイ・パトロール課がある。このほか、ボストン、ニューヨーク、フィラデルフィア、ナッソー郡 (ニューヨーク州)、サフォーク郡 (ニューヨーク州)の警察署にはハイウェイ・パトロール隊がある。ハイウェイ・パトロール組織と同様の州警察機関の非公式な名簿一覧はウェブ上で入手可能であるアイオワ州パトロールは、全50州のハイウェイパトロール組織の通信指令係への緊急以外通話用の電話番号と携帯電話番号のリストを維持管理している。これらの番号は、あおり運転、飲酒運転、危険だが命の危機には至らず911通報までは不要な状況を報告したい運転手にとって有用である。
ハイウェイ・パトロールや州警察の警官はしばしば「ステート・トルーパー（州の騎馬警官）」と呼ばれる。歴史的に、その部隊は少人数の騎兵隊だった。多くの州警察部隊は、兵士のようにバラックに駐屯する騎馬の準軍事組織として発足したため「トルーパー」という用語になった。彼らは「トルーパー・ジョン・スミス」のように「トルーパー」の肩書を添えて呼ばれる。特に東海岸の一部組織では、州警察の警官を「バラック」と呼ぶが、同隊員たちは通常そこに居住はしていない。他の州の警察隊（特にカリフォルニア州のようなハイウェイ・パトロール）は、普通の民間人と同じく単純に通勤して働く警察官を常に模範としており、彼らは警察官と同様「オフィサー（警官）」という肩書を使用する。他の州では、州警察やハイウェイ・パトロールの隊員を呼ぶ際に「パトロールマン（巡査）」という用語を使用したりもする。
多くの州と現地運輸局は、必要に応じた高速道路での緊急事態支援をするべく、政府運用の各種パトロールを高速道路で実施している。法執行機関の職員ではないが、これらの隊員は事故等で怪我を負った運転手に無償サービス（公務）を提供しており、交通車線を確保し、緊急医療援助を施し、危険な場所での車両レッカー車を要請し、衝突後の破片を車道から除去するほか、タイヤのパンク、バッテリー上がりのケーブル応急処置（ジャンプスタート）、走行不能車両を車線から押し出すなど、動けない車両の軽微な問題を解決する。これらパトロールの多くは、州警察および同州の高速道路事業局と直接協働して、軽微な車両故障などで市民が911コールした時に応援対処を行う。
各州・地域のパトロール隊名称
- アラバマ・ハイウェイ・パトロール
- アラスカ・ステート・トルーパー
- アリゾナ・ハイウェイ・パトロール
- アーカンソー州警察
- カリフォルニア・ハイウェイ・パトロール
- コロラド州パトロール
- コネチカット州警察
- デラウェア州警察
- コロンビア特別区首都警察
- フロリダ・ハイウェイ・パトロール
- ジョージア州パトロール
- グアム警察署
- アイダホ州警察
- イリノイ州警察
- インディアナ州警察
- アイオワ州パトロール
- カンザス・ハイウェイ・パトロール
- ケンタッキー州警察
- ルイジアナ州警察
- メイン州警察
- メリーランド州警察
- マサチューセッツ州警察
- ミシガン州警察
- ミネソタ州パトロール
- ミシシッピ・ハイウェイ・パトロール
- ミズーリ州ハイウェイ・パトロール
- モンタナ・ハイウェイ・パトロール
- ネブラスカ州パトロール
- ネバダ・ハイウェイ・パトロール
- ニューハンプシャー州警察
- ニュージャージー州警察
- ニューメキシコ州警察
- ニューヨーク州警察
- ノースカロライナ州ハイウェイ・パトロール
- ノースダコタ・ハイウェイ・パトロール
- オハイオ州ハイウェイ・パトロール
- オクラホマ・ハイウェイ・パトロール
- オレゴン州警察
- ペンシルベニア州警察
- プエルトリコ警察
- ロードアイランド州警察
- サウスカロライナ・ハイウェイ・パトロール
- サウスダコタ・ハイウェイ・パトロール
- テネシー・ハイウェイ・パトロール
- テキサス・ハイウェイ・パトロール
- 米領バージン諸島警察署
- ユタ・ハイウェイ・パトロール
- バーモント州警察
- バージニア州警察
- ワシントン州パトロール
- ウェストバージニア州警察
- ウィスコンシン州パトロール
- ワイオミング・ハイウェイ・パトロール
- ハワイは、州規模の制服パトロールを実施する機関が存在しない唯一の州[5]

## アルゼンチン
アルゼンチンでは、交通警察執行がアルゼンチン国家憲兵隊 (Argentine National Gendarmerie) の責務となる。

## オーストラリア

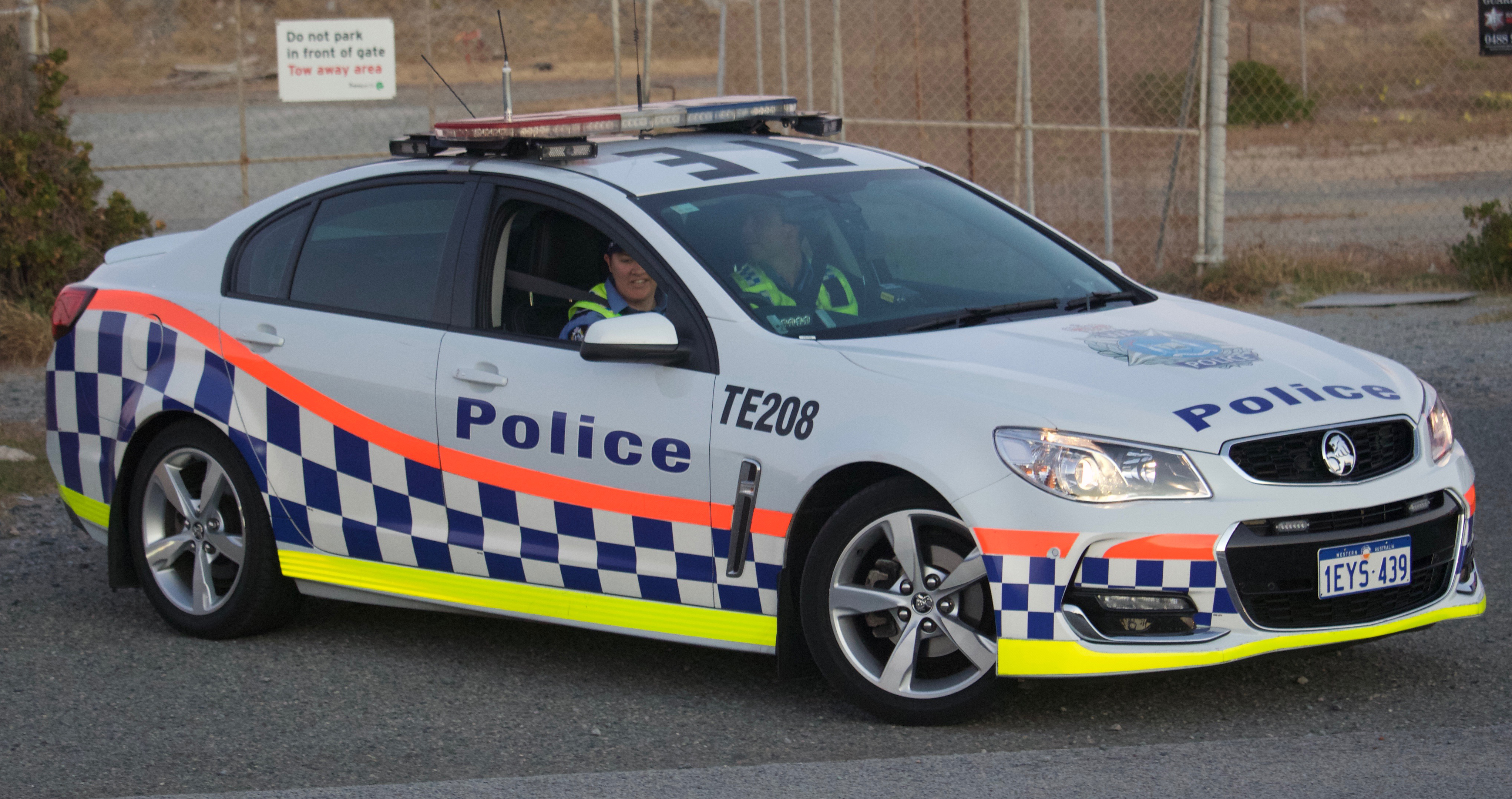
西オーストラリア州警察、交通執行隊の車両（ホールデン・コモドア）

オーストラリアでは、交通警察執行が州警察の責務となる。各部隊に独自の交通課があり、エリアごとの地域課と州全体の広域課があることも多い。
地域別の名称
- オーストラリア首都特別地域: 交通オペレーションズ(Traffic Operations,広域）
- ニューサウスウェールズ州警察:交通ハイウェイ・パトロール司令部(Traffic and Highway Patrol Command,広域）
- ノーザンテリトリー警察:ハイウェイ・パトロール隊(Highway Patrol Unit,広域）
- クイーンズランド州警察:交通課(Traffic Branch,地域）、州交通タスクフォース(State Traffic Task Force,広域）
- 南オーストラリア州警察: 交通サービス課(Traffic Services Branch,広域）
- タスマニア州警察:交通部署(Traffic Division)
- ビクトリア州警察:ハイウェイ・パトロール（地域）、州ハイウェイ・パトロール（広域）
- 西オーストラリア州警察:ハイウェイ・パトロール（地域)、交通執行グループ(Traffic Enforcement Group,広域）

## ベルギー
ベルギーでは、高速道路上の交通警察執行が連邦警察（旧憲兵隊）の一部である道路警察(Wegpolitie)の責務となる。

## ブラジル

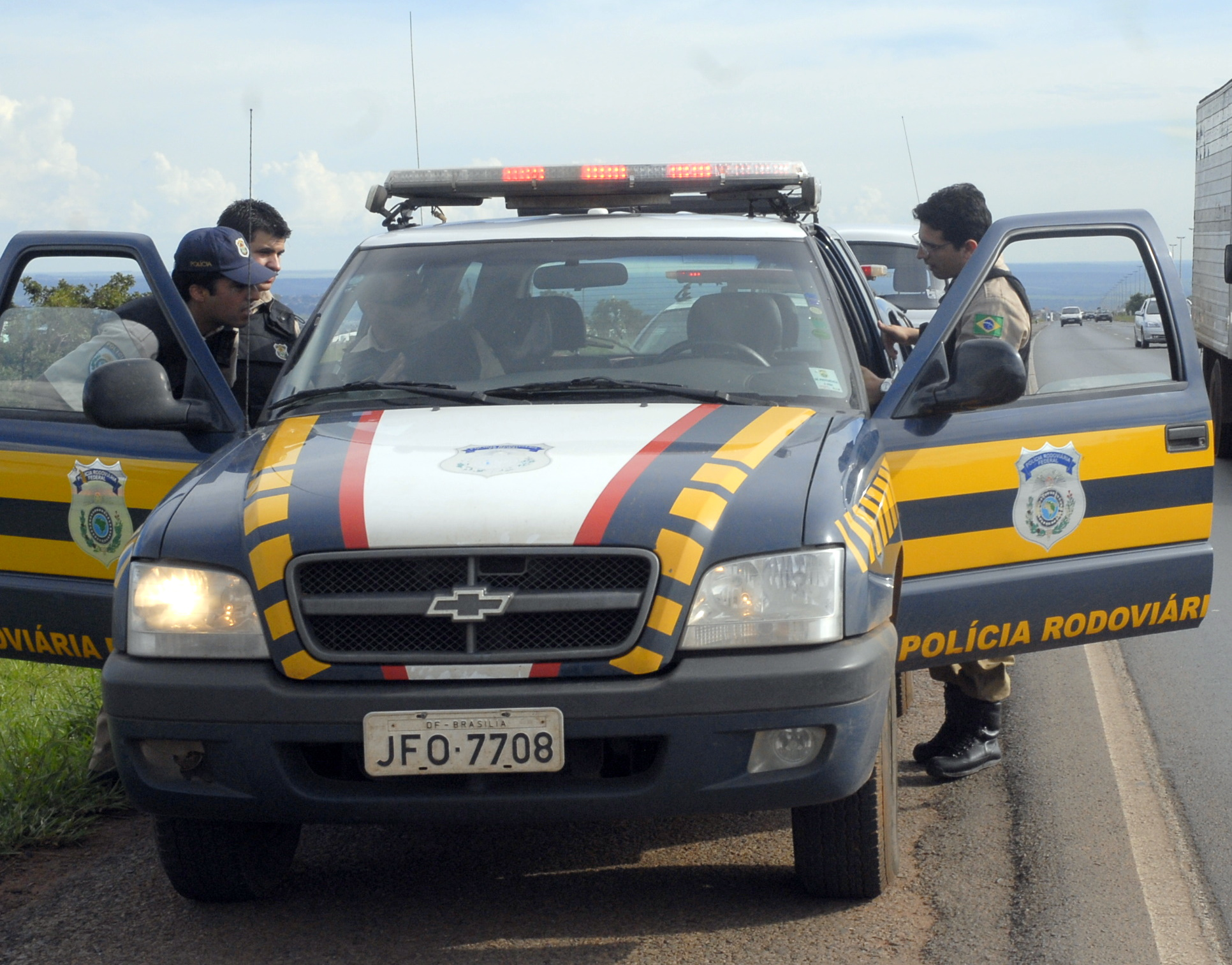
ブラジル連邦警察がブラジルの高速道路をパトロールする様子

ブラジルでは、交通警察執行が高速道路の管轄に応じた州および連邦警察局(Departamento de Polícia Federal)の責務となる。州が管理する高速道路 は、州高速道路軍警察と呼ばれる軍警察の下部組織によって執行される。同時に、連邦高速道路では、連邦道路警察(Polícia Rodoviária Federal)の責務となる。

## カナダ
カナダでは、高速道路上の交通警察執行は王立カナダ騎馬警察(RCMPまたはGRC)単独の責務となるが、例外としてオンタリオ州、ケベック州、アルバータ州、サスカチュワン州は次の通り。
- オンタリオ州警察
- ケベック州警察 (Sûreté du Québec)
- アルバータ保安官課(Alberta Sheriffs Branch)
- サスカチュワン・ハイウェイ・パトロール

ニューファンドランド・ラブラドール州では、王立ニューファンドランド州警察が主要都市圏でその役目を果たす。そして高速道路上の交通警察執行はRCMPの責務である。現在、アルバータ保安官課の保安官ハイウェイ・パトロール隊は、RCMPと並行して農村部の交通執行を実施している。歴史的に、いくつかの州(例えばニューブランズウィック州）には独自のハイウェイ・パトロールがあった。また、ケベック州は大型車に関する交通法を執行する独自制度(Contrôle routier Québec)を採用している。

## コロンビア
コロンビアでは、高速道路上の交通警察執行は高速道路警察(Policía de Carreteras)の責務である。

## クロアチア
クロアチアでは、交通警察の特別部署が国家高速道路パトロール隊であり、クロアチアの高速道路をパトロールする。その任務には、違反運転の防止および摘発が含まれる。

## チェコ
チェコ共和国では、高速道路上の交通警察執行はチェコ共和国警察(Policie České republiky)の責務である。

## デンマーク
デンマークでは、高速道路上の交通警察執行はデンマーク警察(Politiet)の責務である。

## フィンランド
フィンランドでは、高速道路上の交通警察執行はフィンランド国家警察(Poliisi)の責務である。

## フランス
フランスでは、高速道路上の交通警察執行は国家憲兵隊 (フランス)、道路保安部隊(EDSR)、フランス国家警察のCRS高速道路部隊が責務を果たす。

## ドイツ

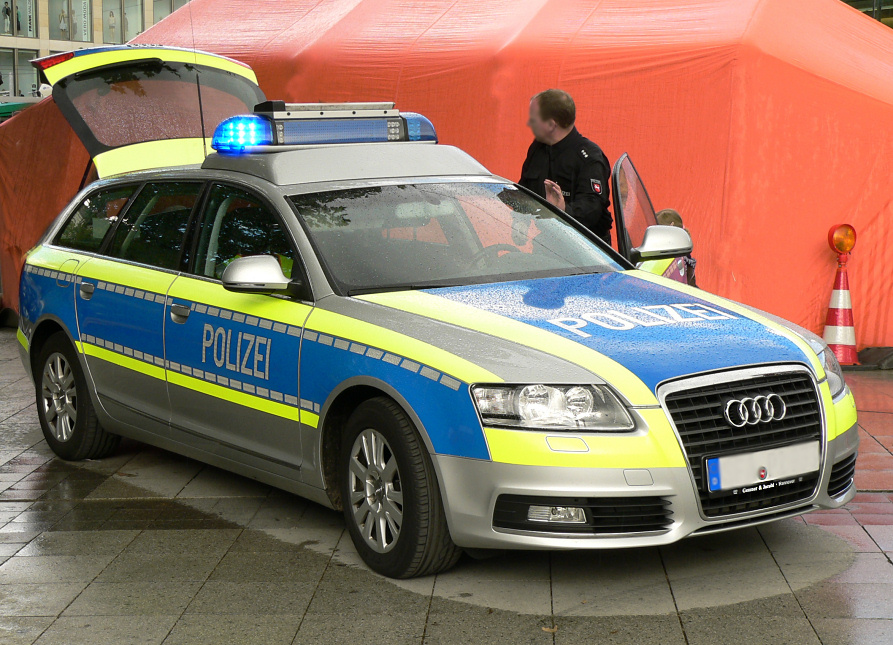
ドイツのハイウェイ・パトロール車両

ドイツでは、高速道路上の交通警察執行は州警察 (ドイツ)の高速道路警察 (Autobahnpolizei) 部署が責務を果たす。

## ハンガリー
ハンガリーでは、高速道路上の交通警察執行はハンガリー警察 (Rendőrség) の責務である。

## インド
インドでは、高速道路上の交通警察執行が州警察の交通警察部署によって行われる。国内29州に連邦直轄地域7つを加えた36の州警察がインドに存在する（各州や直轄地の名称はインドの県の一覧を参照）。

## インドネシア

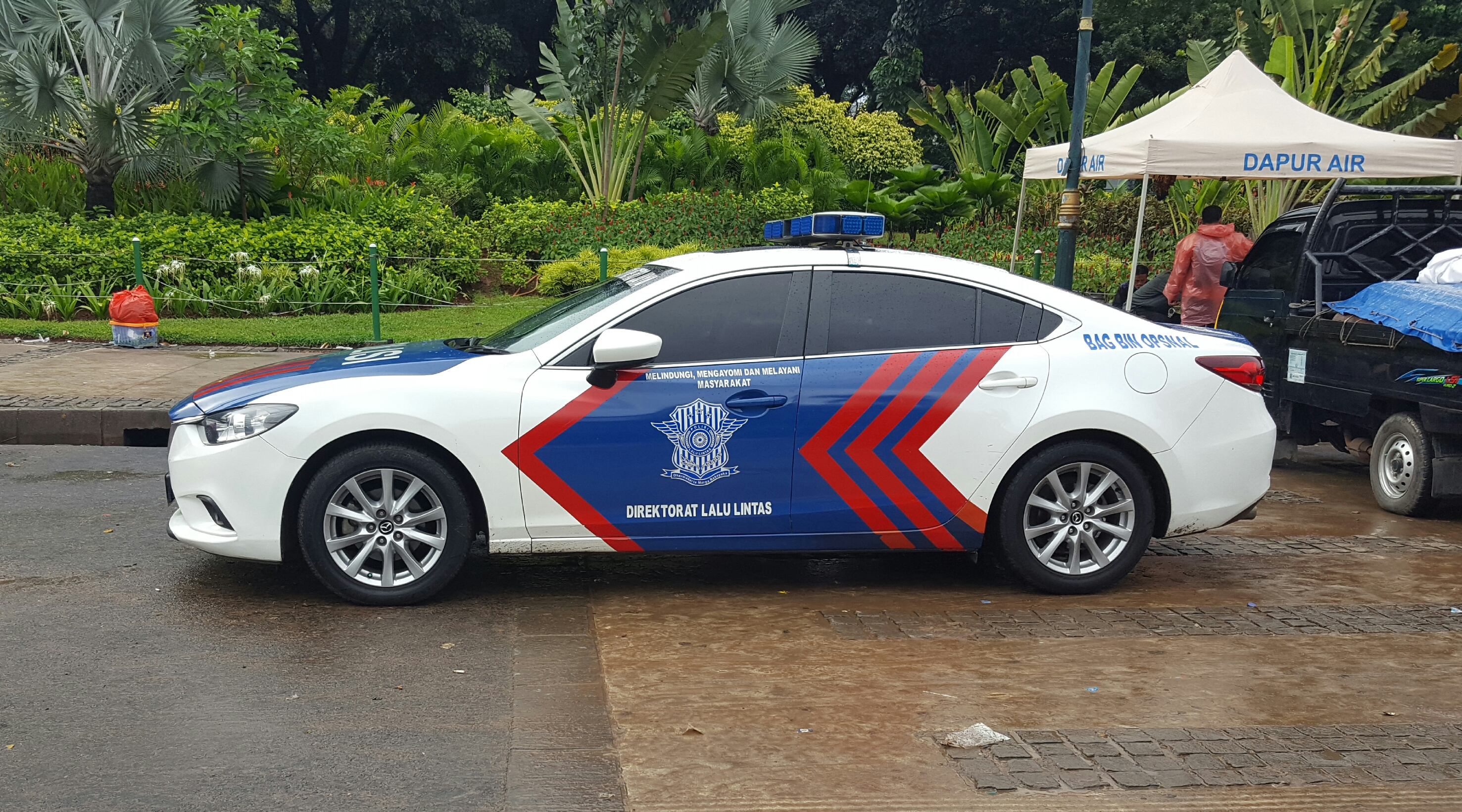
インドネシア交通警察のハイウェイ・パトロール車両（マツダ・MAZDA6）

インドネシアでは、交通警察執行はインドネシア共和国警察(Kepolisian Negara Republik Indonesia)の交通隊の責務である。インドネシア国家警察交通隊（略称:Korlantas Polri）はハイウェイ・パトロール小隊を含む交通警察執行に関する小隊を幾つか監督している。国内の道路における法執行、 管理、 統制、 事故処理と未然防止、 教育、護送、巡回などの交通執行を実施している。運転免許証の発行もこの小隊で行われる。

## アイルランド
アイルランドでは、ガルダ交通隊というアイルランド警察(Garda Síochána)の専門小隊が国内の高速道路やその他国道のパトロールを担当する。バイク、オフロード四駆、高性能セダン車を使ってパトロールする。

## イタリア
イタリアでは、高速道路上の交通警察執行は国家警察の交通警察(Polizia Stradale)部署および国家憲兵カラビニエリの責務である。

## 日本
日本では、高速道路上の交通警察執行を担当する高速道路交通警察隊が存在し、実働小隊が都道府県警察に置かれている。諸外国のような、独立した警察ではない。

## マレーシア

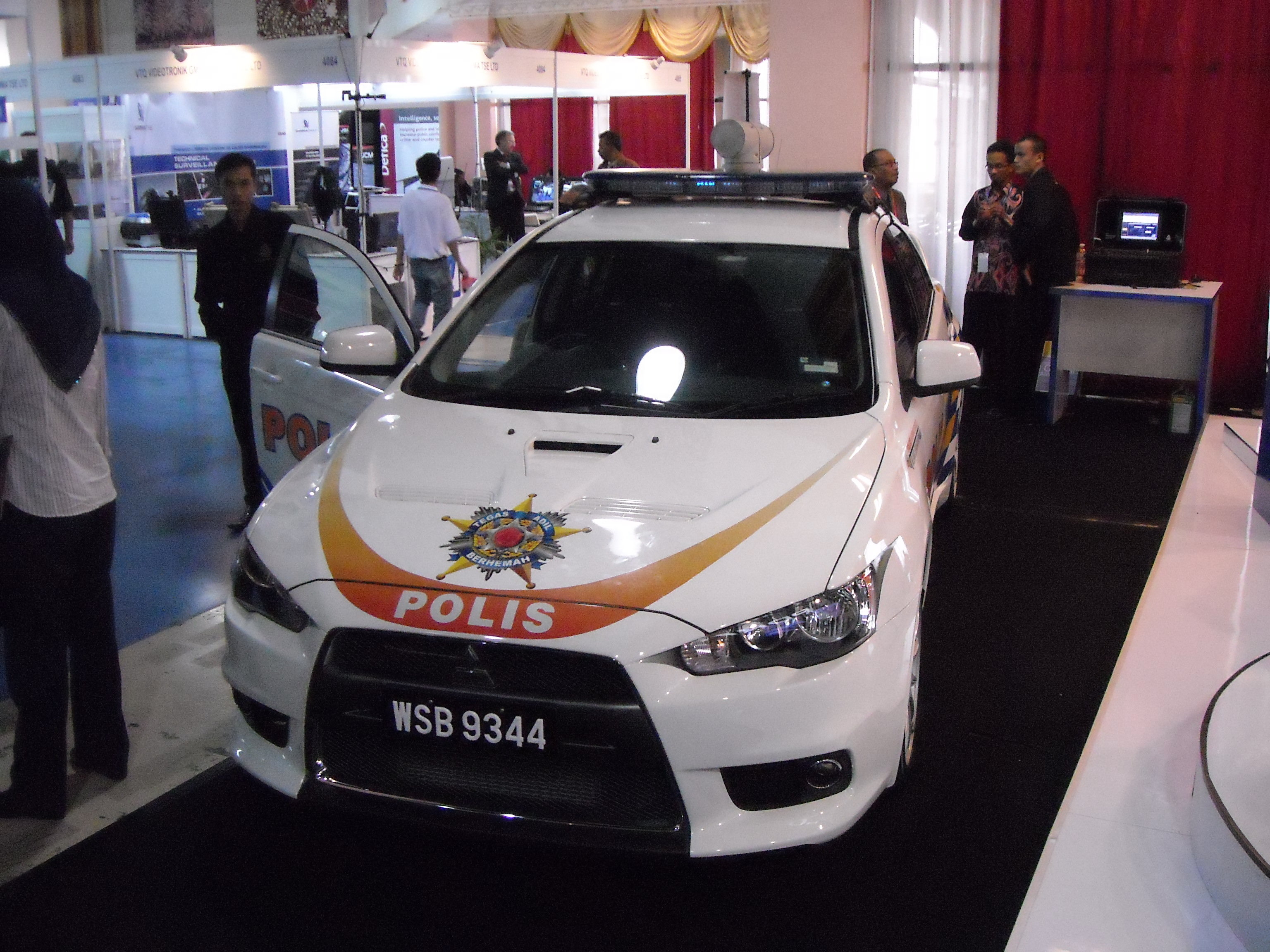
マレー語で"Helang Lebuhraya（交通道路の鷲）"と呼ばれる、マレーシアのハイウェイ・パトロール車両。車種は三菱ランサーエボリューションX。

マレーシアでは、高速道路上の交通警察執行はマレーシア王立警察の責務である。また道路交通局は、マレーシアにおける運転免許証および全ての自動車・トレーラーの登録交付を担当する。

## メキシコ
メキシコでは、高速道路上の交通警察執行は連邦警察 (メキシコ)の責務である。

## オランダ
オランダでは、高速道路上の警察執行はオランダ国家警察の一翼を担う交通警察(Dienst Verkeerspolitie)の権限下にある。都市部のアムステルダム、デンハーグ、ロッテルダムなど一部地域には、交通警察が独自組織するハイウェイ・パトロールがある。

## ノルウェー
ノルウェーでは、高速道路上の交通警察執行はノルウェー警察(Politi- og lensmannsetaten)の国家機動警察保安部の責務である。

## パキスタン
パキスタンでは、国内高速道路および自動車道での交通警察執行は国家高速道路・自動車道路警察(نیشنل ہائی ویز اینڈ موٹروے پولیس)の責務である。

## フィリピン
フィリピンでは、国内高速道路および自動車道での交通警察執行はフィリピン国家警察(Pambansang Pulisya ng Pilipinas)のハイウェイ・パトロール隊の責務である。

## ポーランド
ポーランドでは、高速道路上の交通警察執行はポーランド警察 (Policja) の責務である。

## ポルトガル
ポルトガルでは、高速道路上の交通警察執行はポルトガル共和国国家警備隊の責務である。

## ロシア
ロシアでは、高速道路上の交通警察執行はロシア警察 (Politsiya) の交通保安総局（略称GIBDD）およびロシア内務省公安部の責務である。

## スペイン
スペインでは、高速道路上の交通警察執行は治安警備隊の責務であるが、例外として同執行権限が移行済みの自治州（カタルーニャ州とバスク州）では、それぞれの地域警察が同地域で責務を果たす。ナバラ州では、交通警察執行は治安警備隊と地域警察とで共同で行う。

## スリランカ
スリランカでは、高速道路上の交通警察執行は交通警察の責務である。

## スウェーデン
スウェーデンでは、交通警察執行は警察庁 (スウェーデン)の責務である。スウェーデンの警察官は全員がドライバーを停止させる権限を持っているが、（違法な）車両等に車輪止めを掛ける権限を有するのはスウェーデン交通警察課の警察官だけである。

## 台湾
台湾では、高速道路上の交通警察執行は警政署 (National Police Agency (Taiwan)) の責務である。

## トルコ
トルコでは、高速道路上を含む交通警察執行を警察総局 (トルコ)の付属部隊が行う。トルコの交通警察官は、シートベルト、ナンバープレート、運転免許証、アルコール等の違反を取り締まる。トルコの高速道路交通警察は他の国と同じく高速道路で職務を行う。トルコでは、全てのパトカーにタブレットとGPSデバイスが備わっている。

## イギリス
イギリスでは、高速道路上の交通警察執行は地方警察の道路警察執行隊 (Road policing unit) の責務である。以下のように名称が異なる地域も一部存在する。
- スコットランド警察:幹線道路パトロール団(Trunk Roads Patrol Group)や区画道路警察執行隊(Divisional Road Policing Units)
- スタッフォードシャー警察、ウエスト・マーシア警察、ウェスト・ミッドランズ警察:中央高速道路警察団(Central Motorway Police Group)
- ロンドン警視庁:道路交通警察執行司令部(Road and Traffic Policing Command;RTPC)
- チェシャー州警察、ランカシャー州警察、マージーサイド州警察:北西高速道路警察団(North West Motorway Police Group)